# Urial
Urial (Ovis vignei), znan tudi kot arkars, šapo ali šapu, je divja ovca, ki izvira iz srednje in južne Azije. Na Rdečem seznamu IUCN je navedena kot ranljiva.

## Taksonomija
Ovis vignei je bilo znanstveno ime, ki ga je predlagal Edward Blyth leta 1841 za divje ovce v Sulejmanovem gorovju. Posebno ime je v čast Godfreyju Vignu (1801–1863).
Skupino vignei sestavlja šest posameznih podvrst:
- Ladaški urial (Ovis vignei vignei): Ladak v severnem Pakistanu in Indiji, območje distribucije je samo ločeno; Stari samci so poleti bakreno rdeči z belim sedlom in črno grivo na vratu, spodnja stran bela; kritično ogroženih, okoli 2100 živali. Vrsta se pojavlja na primer v narodnem parku Hemis v severni Indiji
- Transkaspijski urial (Ovis vignei arkal): planota Ustjurt (Turkmenistan, Uzbekistan, severni Iran) in zahodni Kazahstan
- Blanfordov urial ali balučistanski urial (Ovis vignei blanfordi): Pakistan (Beludžistan)
- Buharski urial (Ovis vignei bochariensis): Uzbekistan, Tadžikistan, Turkmenistan, Afganistan; severno od rek Amu Darja in Pianj; V 1990-ih je bilo verjetno še okoli 1200 živali, populacija pa je upadala
- Afganistanski urial ali turkmenska ovca (Ovis vignei cycloceros): južni Turkmenistan, vzhodni Iran, Afganistan, Pakistan (severni Beludžistan)[4] Rezervati, kjer je ta vrsta zaščitena, so narodni park Kirthar in narodni park Hingol v Pakistanu. Sem spada tudi arkalski ali transkaspijski urial (Ovis cycloceros arkal Eversmann, 1850) kot samostojna podvrsta, ki se pojavlja na planoti Ustjurt (Turkmenistan, Uzbekistan, severni Iran) in v zahodnem Kazahstanu in katerega populacija velja za ogroženo z manj kot 11.000 živalmi, od katerih jih 1500 živi v narodnem parku Golestan v severnem Iranu. V južnem Turkmenistanu na meji z Afganistanom in Iranom se ovce arkal in kreishorn neopazno združijo. Vendar se zdi, da se prve pojavljajo bolj na zahodu, druge pa bolj na vzhodu, na primer v naravnem rezervatu Badkhyz.
- Pandžabski urial (Ovis vignei punjabiensis): provincialna žival Pandžaba, Pakistan, med rekama Ind in Džhelam[5]

Prvotno so vsi uriali veljali za podvrsto armenske divje ovce (Ovis gmelini), ki spada v družino muflonov. Prvotna vrsta armenske divje ovce je bila Ovis orientalis, ki jo je uvedel Johann Friedrich Gmelin leta 1774. Zaradi tega se je vzhodna skupina divjih ovc pogosto imenovala skupina Ovis orientalis vignei. Vendar pa identifikacija Ovis orientalis sega do hibridne skupine v gorovju Alburz, kar pomeni, da znanstveno ime Ovis orientalis ni na voljo.

## Značilnosti
Samci uriala imajo velike rogove, ki se zavihajo navzven od vrha glave in se obrnejo navznoter, da se končajo nekje za glavo; samice imajo krajše stisnjene rogove. Rogovi samcev so dolgi do 100 cm. Plečna višina odraslega samca uriala je med 80 in 90 cm. Samci imajo značilno, mogočno vratno grivo, ki je črna ali bela, odvisno od podvrste. Osnovna barva je svetlo rjava z belo spodnjo stranjo.
Običajno stari samci živijo ločeno od samic. Med spolnim vznemirjenjem, ki se začne pozno jeseni ali zgodaj pozimi, se črede razbijejo v majhne skupine po 3–4 samice, ki jih brani močan samec.

## Razširjenost in življenjski prostor
Urial je domač v gorskih območjih v gorovjih Pamir, Hindukuš in Himalaja do nadmorske višine 4500 m. Razširjen je od severovzhodnega Irana, Afganistana, Turkmenistana, Tadžikistana, Uzbekistana in jugozahodnega Kazahstana do severnega Pakistana in Ladaka v severozahodni Indiji. Najraje ima travnike, odprte gozdove in položna pobočja, naseljuje pa tudi hladna sušna območja z malo vegetacije.
Populacijo urialov povsod ogroža lov na trofeje in tekmovanje z domačo živino. V njihovih odprtih habitatih živali pogosto ni preveč težko ubiti, čeprav na splošno veljajo za plašne. Populacije vseh podvrst uriala se zmanjšujejo in danes po vsem svetu verjetno ni več kot 40.000 urialov.

## Vedenje in ekologija
Sezona parjenja se začne septembra. Ovni izberejo štiri ali pet ovc, ki po petih mesecih brejosti skotijo jagnjeta.